# Менип
Менип от Гадара (на старогръцки: Μένιππος ὁ Γαδαρεύς) е гръцки философ от киническата школа.

## Живот
За живота на Менип се знае малко. Той е родом от Гадара в Коилесирия. Според древните източници той е бил роб на гражданин от Понт, но е освободен и заживял в Тива. Диоген Лаерций  разказва съмнителна история, според която той натрупал цяло състояние като лихвар, но го загубил и се самоубил. Лукиан нарежда Менип наред с Антистен, Диоген и Кратет сред най-известните от киниците.

## Творчество
Творбите му, написани в смесица от проза и стих, са изгубени. Той обсъжда сериозни теми в комичен стил и е особено удовлетворен от нападките между епикурейците и стоиците. Страбон и Стефан Византийски го наричат „най-сериозния шут“ (на старогръцки: σπουδογέλοιος, spoudogeloios). Неговите съчинения оказват значително влияние върху по-късната литература. Жанрът менипова сатира е кръстен на него. Въпреки че съчиненията на Менип не са оцелели, има някои фрагменти от Saturae Menippeae на Варон, които са написани като имитация на Менип . Един от диалозите, приписван на Лукиан, се нарича „Менип“, но тъй като подзаглавието („Оракулът на смъртта“) наподобява това на произведение, приписано на Менип от Диоген Лаерций, то се предполага, че диалогът е имитиран от неговата „Некромантия“.
Диоген Лаерций казва, че следните произведения са написани от Менип:
- Νέκυια – Некромантия
- Διαθῆκαι – Завещания
- Ἐπιστολαὶ κεκομψευμέναι ἀπὸ τῶν θεῶν προσώπου – Писма, написани сякаш от богове.
- Πρὸς τοὺς φυσικοὺς καὶ μαθηματικοὺς καὶ γραμματικοὺς – Отговори на естествени философи, на математици и на граматици.
- Γονὰς Ἐπικούρου – Раждането на Епикур
- Τὰς θρησκευομένας ὑπ' αὐτῶν εἰκάδας – Богослужение в училището на двадесетия ден от месеца (осъществява се в епикурейското училище)

Освен това Атеней споменава и за произведения, наречени „Симпозиум“, „Аргезилай“, а Диоген Лаерций споменава за „Продаването на Диоген“ (на старогръцки: Διογένους Πράσει), което изглежда е основният източник за историята, че Диоген Синопски е заловен от пирати и е продаден в робство.